# Стајњак
Стајњак или стајско ђубриво је органско ђубриво, смеша чврстих и течних екскремената и простирке која је подвргута процесима превирања. Стајско ђубриво састоји се од: воде 75%, суве материје 25%, азота 0,5%, фосфора 0,15%, калијума 0,6%. Поред биљних храњивих елемената, стајско ђубриво поправља физичке, хемијске и биолошке особине земљишта. Користи се у расадницима где се при непрекидној производњи сваке 3 до 4 године уноси 30-40 t/ha. У подизању зелених простора уноси се при садњи дрвећа и жбуња у садне јаме или при оснивању травњака, перењака и цветних леја мешајући се са површинским слојем земљишта.

## Врсте стајњака

### Према пореклу
- коњски стајњак – лако се разлаже па је добар за тежа и хладна земљишта;
- говеђи стајњак – теже се разлаже и добар је за лакша земљишта;
- овчји стајњак – брзо се разлаже ослобађа мање топлоте од коњског, богат је азотом и добар је за тежа, али не много хладна земљишта;
- свињски стајњак – хладно органско ђубриво најмање вредно од свих стајњака.[1]

У новије време истражују се и друге врсте стајњака. Тако на пример живински стајњак показује добре резултате

### Према степену разложености
- свеж стајњак – одликује се неразложеном простирком и неповољним C/N односом, због чега га треба избегавати у пракси. Дуго је употребљаван за топле производне леје у које је уношен на дно да би разлагањем ослобађао топлоту која је коришћена за грејање супстрата изнад њега;
- полуразложени стајњак – (полупрегорели стајњак) је у процесу разлагања органске материје, код кога се могу разликовати трагови сламе у црној маси. Губици од почетне масе су 20-50%;
- разложени стајњак – (прегорели стајњак) стајњак  уједначене текстуре по изгледу личи на земљу. Губитак од почетне масе свежег стајњака је 75%.[1]